# Aterm

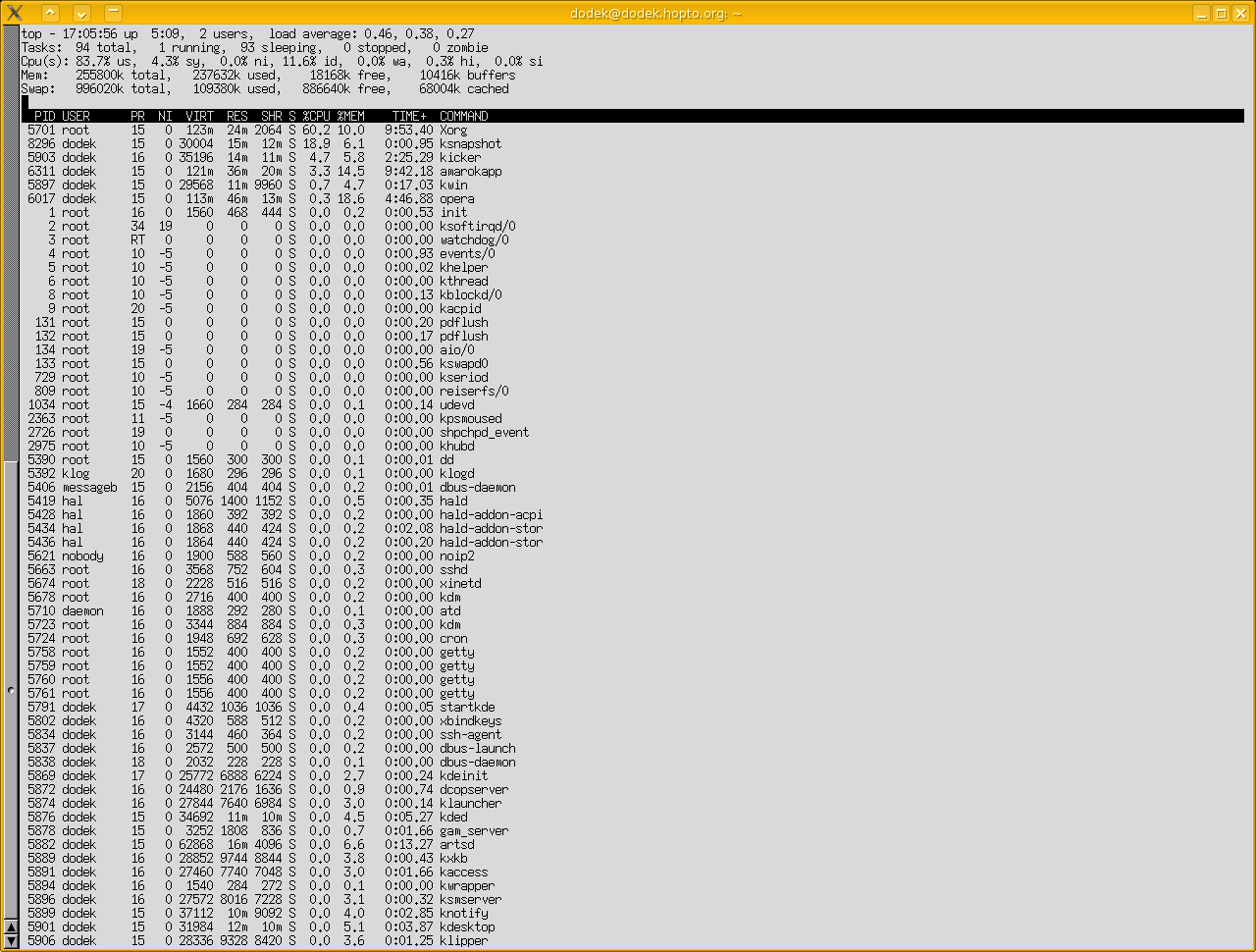
aterm

Aterm é um emulador de terminais do AfterStep.
Este é parecido com o Xterm, e baseado neste. Ele foi criado com base visual no AfterStep Window Manager, mas, como o Xterm, não está atado a nenhuma biblioteca, é apenas necessário ter o  X11 para poder usá-lo.

Sua versão atual é 1.0.0 que foi lançada em 5 de julho de 2005.

## Opções de linha de comando
| Opção             | O que faz                                     | Exemplo de uso     |
| ----------------- | --------------------------------------------- | ------------------ |
| -bg <cor>         | Especifica a cor do fundo                     | -bg black          |
| -fg <cor>         | Especifica a cor do texto                     | -fg green          |
| -cr <cor>         | Especifica a cor do cursor                    | -cr white          |
| -tr               | Liga a transparência                          | -tr                |
| -title '<título>' | Especifica o título da janela                 | -title 'Wikipedia' |
| -e "<comando>"    | Executa um comando dentro de um novo terminal | -e mc              |